# Камила Ана Лудингтон
Камила Ана Лудингтон (рођена 15. децембра 1983. године) је енглеска глумица. Позната је по улогама као Кетрин Мидлтон у ТВ филму о  животу  Вилијама и Кејт, и као Џо Вилсон у АБЦ медицинске драме Анатомија страсти, дала  глас и покрете за снимање Ларе Крофт у 2013. години, видео игре Пљачкаш гробова  и 2015 за наставак Успон пљачкаша гробова.

## Детињство и младост
Камила Лудингтон је рођена у Аскоту, Енглеска, Велика Британија 15. децембра 1983. године. Касније је похађала Америчку школу у Енглеској у Тропеу у Сарију. Преселила се у предграђе Остина, Тексас на годину дана када је имала 14 година. Дипломирала је у Америчкој школи у Енглеској 2002 године.

Када је имала 19 година, отишла је на универзитет у Пенсилванији. Међутим, Лудингтонова није била на универзитету, пре студија и након шест месеци пребацила се и отишла на Академију за филм у Њујорку. Била је део школског глумачког програма на првој години студија у 2003. години.Након студија глуме, Лудингтон  се вратила у Енглеску,а потом преселила у Лос Анђелес , да настави глумачку каријеру.

## Каријера

### Филм
2013. године снимила је филм "The Pact II".2015. године прикључила се улогом у Сесилије у "Исцелитељу" где глуми са Оливера Џексон-Коен, Џонатан цена, Хорхе Гарсија и Каитлин Бернард.

### Телевизија
Лудингтонова је радила углавном у САД-у. Лудингтонова се придружила се екипи "Showtime-a" комедија-драми серије Калифорнизација у петој сезони играјући дадиљу. Она се такође придружила екипи пете сезоне на ХБО вампирска драма "Права крв", као Клодетт Крејм,вила. У јулу 2012. године Лудингтон се прикључила екипи серије  "анатомије Греј" , као др Џо Вилсон у поновљеној улози. У јуну 2013. године најављено је да ће бити низ редовних епизода од десете сезоне на даље. У октобру 2012. године Камила се појавила на специјалном модном програму за ноћ Вештица, мода полиција, поред Џоан Риверс, Кели Озборн, Џорџ Котсиопулос и Крис Џенер.

### Пљачкаш Гробова
У јуну 2012. године, кристал Динамик јој је потврдио глас за Лару Крофт у видео игри Пљашкаш гробова. Лудингтон је  првобитно отишала на аудицију за Лару, мислећи да је на аудицији за пројекат који се звао "Krypted" за лик по имену Сара. У јуну 2014. године, откривено је да се наставак налази у производњи, под називом успон Пљачкаша гробова. Лудингтонова је потврдила  на свом налогу на Твитеру да ће да врати глас и покрете Лари за нову игрицу.

## Лични живот
Дана 21. октобра 2016. године, Камила је објавила да очекује своје прво дете са тадашњим дечком Метјуом Аланом. Њихова ћерка, Хејден, рођена је 9. марта 2017. године. Лудингтонова је 17. јануара 2018. године објавила веридбу са Метјуом. Њих двоје су се венчали 17. августа 2019. године. Дана 9. марта 2020. године, Камила је објавила своју другу трудноћу на Инстаграму. Њихов син, Лукас, рођен је 25. августа 2020. године.

## Филмографија

### Филм
| Годину | Име                                             | Улога           | Напомене     |
| ------ | ----------------------------------------------- | --------------- | ------------ |
| 2007   | A Couple of White Chicks at the Hairdresser     | Администратор 2 |              |
| 2009   | Мискин Био                                      | Стјуардеса      |              |
| 2010   | Понос и предрасуде и зомби: Зора јефтини романи | Џејн Бенет      | Видео кратко |
| 2010   | The Filming of Shakey Willis                    | Брук            | Видео кратко |
| 2014   | The Pact 2                                      | Јуна Абот       |              |
| 2016   | The Healer                                      | Сесилија        |              |
| 2017   | Јустице Леагуе Дарк                             | Затанна         | Анимирани    |

### Телевизија
| Годину         | Име                                            | Улога                  | Напомене                                            |
| -------------- | ---------------------------------------------- | ---------------------- | --------------------------------------------------- |
| 2010           | The Forgotten                                  | Ема Кларк / Јане ДОЕ   | Епизода: "Воз Џејн"                                 |
| 2010           | CSI: Место злочина                             | Клер                   | Епизода: "Лост & Пронађено"                         |
| 2010           | Дани наших живота                              | Тифани                 | Епизода 1                                           |
| 2010           | Биг Тиме Русх                                  | Ребека                 | Епизода: "Велики Концерт"                           |
| 2011           | The Defenders                                  | Талија                 | Епизода: "Србија против Ваине"                      |
| 2011           | Случајно у љубави                              | Сандра                 | Филм                                                |
| 2011           | Вилијам И Кејт Филм                            | Кетрин "Кате" Мидлтон  | Филм                                                |
| 2011           | Пријатељи са привилегије                       | Жена                   | Епизода: "корист од пријатеља"                      |
| 2012           | Служи Рок                                      | Кеми                   | Епизода: "Свеж Сусрет"                              |
| 2012           | Пријатељ Ми Је                                 | Бренди                 | Серија непроветренного                              |
| 2012           | Калифорникација                                | Лизи                   | 10 епизода                                          |
| 2012           | Ова Крв                                        | Клодет                 | 6 епизода                                           |
| 2012– присутан | Увод у Анатомију                               | Др Џозефин "Џо" Вилсон | Понављају у сезони 9 Главна улога: 10 сезона напред |
| 2013           | Пљачкаш гробова: последњи сат – Прича опстанак | Себе / Лара Крофт      | Филм                                                |

### Видео игре
| Годину | Име                    | Улога                                     | Напомене |
| ------ | ---------------------- | ----------------------------------------- | -------- |
| 2013   | Нападач Гробова        | Лара Крофт (глас и снимање покрета)       |          |
| 2015   | Бескрајна Криза        | Супергерл, конструкције (спикер, новинар) |          |
| 2015   | Успон пљачкаша гробова | Лара Крофт (глас и снимање покрета)       |          |